# Serranía de La Lindosa

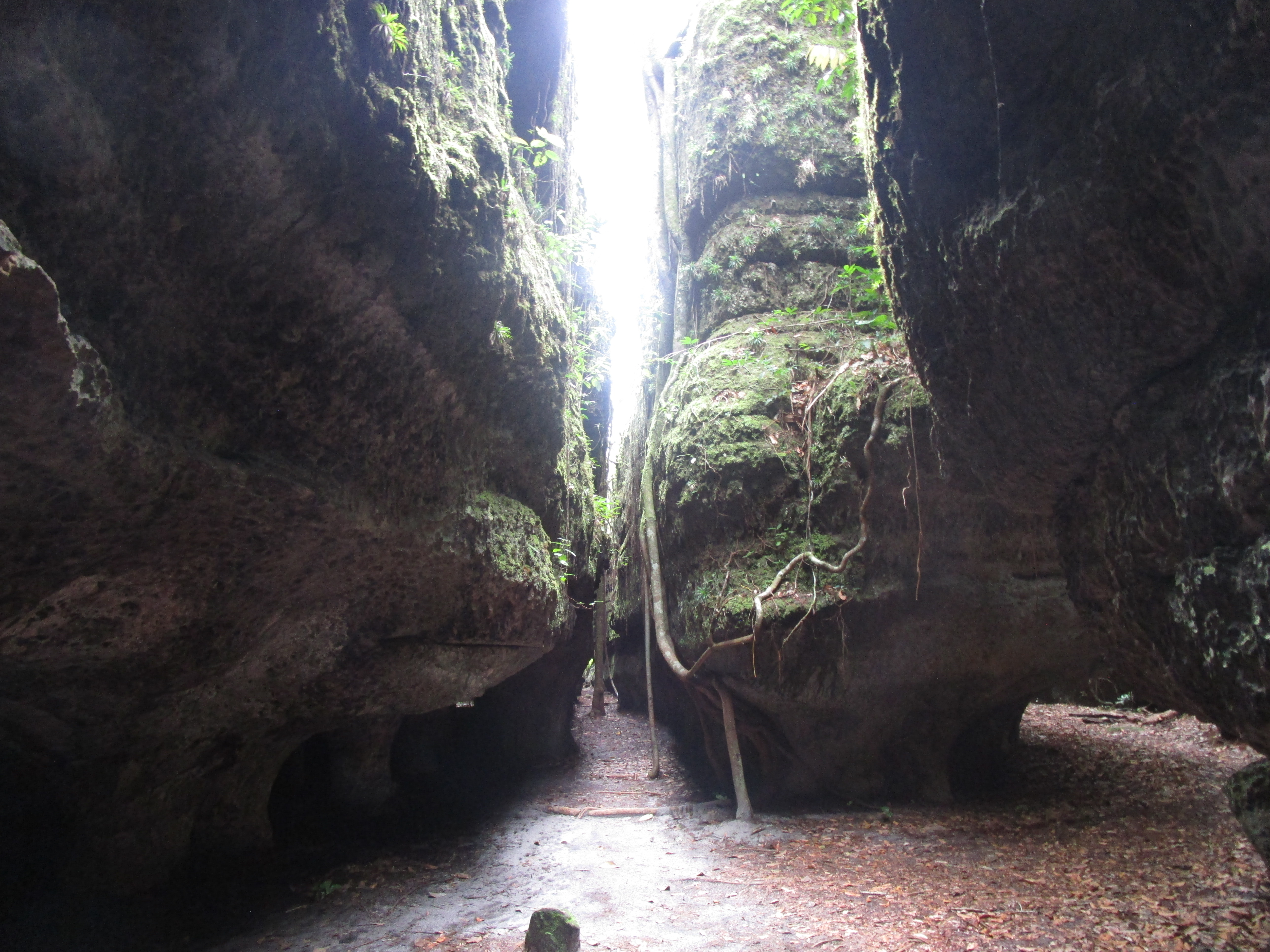
Felszwischenräume in La Lindosa

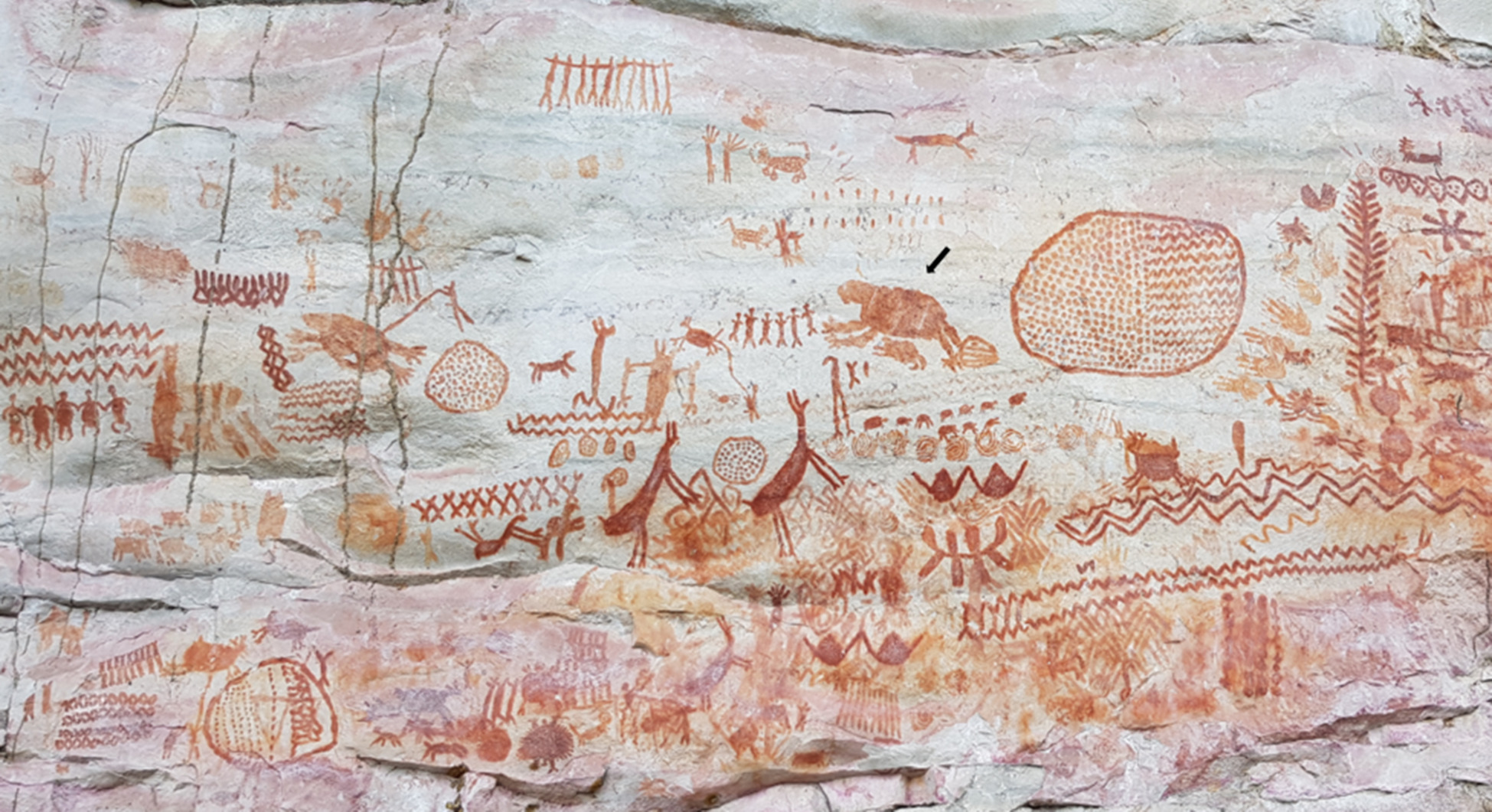
Felsmalereien

Die Serranía de La Lindosa ist eine Kette von Felsformationen im kolumbianischen Departamento del Guaviare. Sie liegt zwischen dem Río Guaviare und dem Río Inírida und zwischen dem Amazonasbecken und dem Einzugsgebiet des Orinoco. Sie hat eine Ausdehnung von etwa 12.000 Hektar, mit Höhen zwischen 225 und 470 Meter.
Die Felsformationen haben eine komplizierte Struktur aus Wasserlöchern, Böschungen, Savannenbewuchs und exponierten Felsen. Vorherrschendes Klima ist das des tropischen Regenwaldes mit einer durchschnittlichen Regenmenge von 2.800 mm. Die Durchschnittstemperatur liegt bei 24 °C, der wärmste Monat ist der Februar mit durchschnittlich 26 °C, der kälteste ist Mai mit 22 °C. Der feuchteste Monat ist April und der trockenste Januar.
1987 wurde das Naturschutzgebiet „Reserva Forestal Protectora Nacional La Lindosa - Angosturas II“ eingerichtet, dessen Grenzen 2018 neu definiert wurden und das 28.224 Hektar umfasst.

## Felsmalereien
Im Bereich der Serranía wurden jahrtausendealte Felsmalereien entdeckt, die sich vor allem im Bereich von Felsüberhängen befinden. 2018 erklärte das Instituto Colombiano de Antropología e Historia 893 Hektar der Serranía zu einem geschützten archäologischen Gebiet. Archäologisch erschlossen sind die Zonen Cerro Azul (⊙), Angosturas II (⊙), Limoncillos (⊙) und Cerro Montoya (⊙).
Die Malereien legen nahe, dass die Region seit mindestens 12.600 Jahren bewohnt ist. Insbesondere sind Tiere abgebildet, die auf dem südamerikanischen Kontinent während der letzten Kaltzeit heimisch waren, aber mittlerweile ausgestorben sind, wie Gomphotherien (frühe Rüsseltiere), Riesenfaultiere, Südamerikanische Huftiere, Pferde und Kamele. Daneben sind auch Menschen, Handabdrücke aber auch abstrakte Muster abgebildet. Einige von ihnen befinden sich in so großer Höhe, dass sie nur mittels Drohnen untersucht werden konnten. Die insgesamte Länge der Abbildungen wird auf 13 Kilometer, ihre Anzahl auf mehrere Zehntausend geschätzt.
Ähnliche Felsmalereien gibt es auch im Nationalpark Chiribiquete, ebenfalls im Departamento Guaviare gelegen.